# Морозовы (Котельничский район)
Морозовы — деревня в Котельничском районе Кировской области в составе Морозовского сельского поселения.

## География
Располагается на расстоянии примерно 36 км по прямой на юг от райцентра города Котельнич.

## История
Известна с 1873 года как деревня Морозовская 2-я (Морази), в которой учтено дворов 18 и жителей 134, в 1905 (починок Морозовское 2-е) 29 и 171, в 1926 (деревня Морозово)  36 и 207, в 1950 43 и 164, в 1989 проживало 90 человек.

## Население
Постоянное население  составляло 90 человек (русские 99%) в 2002 году, 59 в 2010.